# De Kameleon in het goud
De Kameleon in het goud is het vijftigste deel uit De Kameleon-boekenreeks van schrijver Hotze de Roos. De illustraties zijn van Gerard van Straaten. De eerste editie kwam uit in 1980.
Dit boek markeert het vijftigste deel van de boekenreeks, niet alleen zijn de gebeurtenissen in het boek erg feestelijk, ook aan de omslag is extra aandacht besteed. Zo omvat de voorkant en vrijwel de hele achterkant een gedetailleerde illustratie van de versierde Kameleon boot met daarboven de titel in gouden letters.

## Verhaal
De zeilvereniging bestaat vijftig jaar en voor die gelegenheid wordt er een zeilwedstrijd en een boten-optocht georganiseerd in Lenten. De gebroeders Klinkhamer hebben een bijzonder idee om hun boot te versieren en sluiten zich regelmatig op in het boothuis om eraan te werken. Intussen zijn Louw en Kees ook met hun eigen boot bezig. Gerben heeft intussen wel wat anders aan zijn hoofd, hij heeft Chantel ontmoet en wil met haar mee gaan doen aan de zeilwedstrijd. Zij worden gedwarsboomd door een aantal vervelende 'heren', maar gelukkig weten onze Kameleonvrienden daar wel raad op.
H. de Roos: 1. De schippers van de Kameleon · 2. Kameleon, ahoy! · 3. Redders met de Kameleon · 4. Speurders met de Kameleon · 5. De Kameleon op volle toeren · 6. De Kameleon houdt koers · 7. Goede vaart, Kameleon · 8. Trossen los, Kameleon · 9. De Kameleon in 't zoeklicht · 10. De Kameleon opnieuw in actie · 11. De Kameleon in de branding · 12. Vivat, Kameleon! · 13. De Kameleon blijft favoriet! · 14. De Kameleon wint de prijs! · 15. De Kameleon brengt geluk! · 16. Bravo, Kameleon! · 17. Vakantie met de Kameleon · 18. De Kameleon viert feest! · 19. Tip top, Kameleon · 20. De Kameleon schiet te hulp · 21. Trouwe vrienden van de Kameleon · 22. De Kameleon staat voor niets! · 23. Met de Kameleon erop los! · 24. De Kameleon altijd paraat · 25. De Kameleon slaat zijn slag · 26. De Kameleon pakt aan! · 27. Ruim baan, Kameleon · 28. De Kameleon vaart uit! · 29. De Kameleon treft doel! · 30. Volle kracht, Kameleon! · 31. Met de Kameleon op avontuur · 32. De Kameleon maakt schoon schip · 33. De Kameleon knapt het op! · 34. Met de Kameleon vooruit · 35. De Kameleon steekt van wal · 36. De Kameleon doet een goede vangst! · 37. De vlag in top voor de Kameleon · 38. De Kameleon in de storm · 39. Alle hens aan dek, Kameleon! · 40. De Kameleon krijgt nieuwe vrienden · 41. Op reis met de Kameleon! · 42. De Kameleon heeft succes · 43. De Kameleon vaart voorop! · 44. Lang leve de Kameleon! · 45. De Kameleon helpt altijd! · 46. De Kameleon ruikt onraad · 47. De Kameleon geeft vol gas · 48. De Kameleon maakt plezier · 49. De Kameleon ligt op de loer · 50. De Kameleon in het goud · 51. De Kameleon houdt stand! · 52. De Kameleon vaart door · 53. De Kameleon gooit het roer om · 54. Recht door zee, Kameleon · 55. De Kameleon op dreef · 56. De Kameleon in woelig water · 57. Met de Kameleon voor de wind · 58. De Kameleon heeft goed nieuws · 59. De Kameleon draagt zijn steentje bij · 60. De Kameleon maakt het helemaal 

P. de Roos: 61. De Kameleon slaat alarm · 62. De Kameleon stuurloos · 63. De Kameleon op jacht · Fred Diks: 64. De Kameleon scoort! · 65. Zet 'm op, Kameleon! · 66. De Kameleon lost het op · B.M. de Roos: 67. De Kameleon is terug! · 68 Knallen met de Kameleon